# Альошина-Костюкова Вікторія Дмитрівна
Альошина-Костюкова Вікторія Дмитрівна (1 травня 1947, с. Шабо Лиманського району Ізмаїл. обл., нині Білгород-Дністровського району Одеської області) — українська артистка оперети (ліричне сопрано). Народна артистка України (1997).

## Творча біографія
Альошина-Костюкова Вікторія Дмитрівна, закінчила Московський державний інститут театрального мистецтва ім. А. В. Луначарського (ГІТІС) за спеціальністю артистки музичної комедії-1970 р., а також Одеську державну консерваторію ім. А. В. Нажданової-1978 р.за спеціальністю спів — присвоєна кваліфікація оперна і концертна співачка, викладач. Дипломна вистава опера Дж. Верді «Травіата» партія Віолети.
- 1970 р. — 1978 р. артистка солістка-вокалістка вищої категорії Одеського театру музичної комедії.
- 1977 р. член Національної Спілки Театральних Діячів України.
- 1978 р. — 2018 р.-артистка солістка-вокалістка, майстер сцени Київського Національного академічного театру оперети.
- 1980 р.представляла в столиці Грузії творчу молодь України.
- 1982 р. лауреат третього Всесоюзного фестивалю творчої молоді музичних театрів у столиці Білорусі м. Мінськ.
- 1984 р. у Національному Палаці мистецтв «Україна» виступала в концертах фестивалю мистецтв СРСР «Київська весна» і протягом десяти днів брала участь в театралізованих  концертах-виставах гумору і сатири « Вишневі усмішки».

Республіканською студією будинку звукозапису під диригуванням таких митців, як народних артистів України В.Гнєдаш, Є.Дущенко, В.Шейко у виконанні Вікторії Альошиної-Костюкової були записані двадцять два вокальних твори арії, дуети та терцети із оперет звучанням 79 хв.53 с.
Про творчу роботу в театрі українське радіо (Канал духовного відродження) здійснило пряму одногодинну радіопередачу з прямим включенням радіослухачів і відповідями на їх запитання під назвою «У нас в гостях нар.арт. України солістка Київського Національного академічного театру оперети Вікторія Альошина-Костюкова».(Запис на цифровому носії).
На сцені Національного Палацу «Україна» в концерті «Мелодія двох сердець», який проводили нар.арт. України Світлана та Віталії Білоножки у виконанні нар.арт. України Альошиної-Костюкової В. Д. прозвучали твори І. О. Дунаєвського «Заздравна» та дует Ларіси і Яшки із оперети «Біла акація».
(www.operetta.name [Архівовано 5 січня 2018 у Wayback Machine.] Вікторія та Володимир Костюкови).
Одна із телепередач «Тетянин полудень» (ведуча Тетяна Цимбал, виробництво телекомпанії «Новий канал») була присвячена жанрам водевілю та оперети, саме цей випуск телепрограми був за участю Народної артистки України Вікторії Дмитрівни Альошиної-Костюкової.

## Ролі у виставах
В репертуарі Альошиної-Костюкової ведучі партії :
- Сільва — І.Кальман — «Сільва»;
- Розалінда — Й.Штраус «Летюча миша»;
- Цыганка — И.Кальман «Марица»,
- Маріца — І.Кальман «Маріца»;
- Саффі — Й.Штраус « Циганський барон»;
- Міробела — Й.Штраус «Циганський барон»;
- Ганна Главарі — Ф.Легар «Весела вдова»;
- Мілозіна — Ф.Легар «Кло- Кло»;
- Теодора — І.Кальман — «Містер Ікс»;
- Зоріка — Ф.Легар «Циганська любов»;
- Анжелика — Доменико Модуньо «Чёрний дракон»;
- Алексанра Азарова — Л.Лядова «Русский медведь»;
- Саня — В.Семёнов «Возраст женщины»,
- Зоя — Н.Богословский «Свадебное путешествие»;
- Чанита — Ю.Милютин «Поцелуй Чаниты»;
- Галя — Б. Александров «Кому улыбаются звёзды»;
- Аля — В.Ильин «Поздняя серенада»;
- Галина — О.Сандлер «На рассвете»;
- Вера Холодная — О.Сандлер «На рассвете»;
- Машка — В.Дмитриев «Русский секрет»;
- Елена — Ж.Оффенбах «Прекрасна Елена»;
- Нинон — И.Кальман «Фиалка Монмартра»;
- Лариса — И.Дунаевский «Белая акація»;
- Китти — О.Фельцман «Донна Люция»;
- Софійка — И.Поклад «Вторая свадьба в Малиновке»;
- Арсена — Й.Штраус «Цыганский барон»;
- Элла Дилон — О.Фельцман «Донна Люция»;
- Таня Савельева — А.Колкера «Журавль в небе»;
- Климентина — Ф.Легар «Граф Люксембург»,
- Людмила — Е.Жарковский «Морской узел»;
- Папнночка — М.Лисенко — «Майська ніч»;
- Тангосіта співачка таверни «Омар» — І.Кальман «Голландочка»;
- Стелла — І.Дунаєвський «Вільний вітер»;
- Віолетта Леблан — М.Стрельнікова «Холопка»;
- Місіс Хігінс — Ф.Лоу «Моя чарівна леді»;
- Галина — В.Гроховського «Кадріль»;
- Нінуца Ніорадзе — Г. Цібадзе «Одружись із Нуцею»;
- Сирена — Дж. Гершвіна «Поргі і Бесс»;
- Маріанна — І.Кальман «Останній чардаш»;
- Екатерина — І.Поклад «Сон в Різдвяну ніч»;
- Сона Микичиевна — Г.Канчели «Проделки Ханумы»;
- Мамка-нянька — Г.Гладков «Пригоди бременських музикантів»;
- Графиня Вишня — В.Домшинський «Чіполіно»,
- Барбара — Й.Штраус «Ніч У Венеції»;
- Аніна — Й.Штраус «Ніч у Венеції» та  інші.

## Відеофільми
За час роботи в театрі про творчість Альошиної-Костюкової телестудіями України було знято чотири відеофільми :
- «Зустріч в опереті із Вікторією Альошиною-Костюковою»  телестудія ТРК «Гравіс» 1994 р.;
- «Де приховане щастя» телестудія «Укртелефільм» 1994 р.;
- «Бенефіс Вікторії Альошиної-Костюкової» телестудія « Укртелефільм» 1997 р.;
- «Другий бенефіс Вікторії  Альошиної-Костюкової» телестудія «Укртелефільм» телеканал «Культура» 2003 рік, які неодноразово транслювались на каналах українського ТБ.

## Відеозаписи дуетів та арій
- Фінал бенефісу нар. арт. України Вікторії Альошиної-Костюкової. Вітання.
- Сцена вранья Розалинды, Генриха и Фалька из оперетты И. Штрауса «Летучая мышь»
- И. Штраус, ария Саффи (Вас всех влечет в наш табор шумный …) из оперетты «Цыганский барон»
- І. Кальман, друга арія Сільви (Частинка чорта в нас…) з оперетти «Сільва»
- Ф. Легар, ария Джудитты из оперетты «Джудитта»
- М.Блантер, дуэт Симочки и Мальцева из оперетты «На берегу Амура»
- И. Кальман, выходная ария Марицы из оперетты «Марица»
- И. Дунаевский — песня Тони из оперетты «Белая акация»
- Телерепортаж з бенефісу нар. арт. України В. Альошиної
- И. Дунаевский «Белая акация», дуэт Ларисы и Яшки Буксира
- І. Дунаєвський «Заздравна»
- Тетянин Полудень на Новому каналі (ТВ)
- О.Рябов — «Весілля в Малинівці»
- В. Дмітрієв — «Лівша»
- І. Дунаєвський — «Біла Акація»
- І. Кальман — «Принцеса цирку»
- Ролик до бенефісу  нар. арт. України Вікторії Альшиної
- Арії і дуети з оперет
- Рекламный ролик В. Алешиной на ТВ и монитрах метро

## Преса
Про творчу роботу Вікторії Дмитрівні в театрі написано чимало позитивних відгуків:
- «Вікторія Альошина-Костюкова відчуває закони й специфіку жанру, чудово володіє обширним арсеналом виражальних засобів, а головне — гарним голосом як одним із найголовнішим засобів творення музичної вистави… Сьогодні це актриса із власним творчим обличчям, своїм баченням і розумінням жанру, власною виконавською манерою… Гра як стихія — так можна визначити творчий почерк актриси. Маючи чудовий, рівний в усіх регістрах і тембрально виразний голос, вона легко справляється з вокальною партитурою своїх партій. Рівновага й збалансованість акторської гри й вокальної майстерності дають підставу говорити про широкі творчі можливості актриси». («Не тільки шляхетні й розумні» В. Туркевич. Театрально-концертний Київ № 19 1989 р.)."
- «Великий німецький письменник В Гёте сказав якось: „Я мріяв би, щоб сцена була такою ж, вузькою, як дріт канатного танцюриста, аби невмілі люди  не зважувались, ступати  на неї“. Віриться, що, навіть, якби, театральна сцена дійсно стала „ вузькою, як дріт“, Вікторія Альошина, з її хистом, працелюбністю   і відданістю театру, зуміла б на ній втриматися». («Розалінда, Маріца, Сільва…» К. Ренська. Театрально-концертний Київ № 16 1983 р.)."
- «Образ головної героїні Розалінди  артистка В.Альошина-Костюкова створила у дусі Й.Штрауса -  поета і мрійника, якого завжди хвилював ідеал принадної жіночності. Характер, що запропонувала артистка, цікавий, неоднозначний. Виразно окреслюючи різноплановий драматичний малюнок ролі, В.Альошина-Костюкова бездоганно провела і вокальну партію». (Театрально- концертний Київ. «Радісний настрій і життєвий оптимізм» — Музикознавець Р. Гнєдаш Гастролі Радянська Буковина)."
- «Прозоро чистий вокал В.Альошиної-Костюкової, її пластика, виразність, багата на зовнішні ефекти, але завжди в межах доброго смаку».     «Бенефіс молодих» І. Надеждін. Вечірній  Київ" 3 червня 1980 р.)."
- «Запоминающийся образ Розалинды создан солисткой  Киевского государственного театра оперетты Викторией Костюковой-Алёшиной. Артистка в равной мере владеет искусством пения, хореографии и актёрской игры. Её Розалинда весёлая и грустная, кокетливая и насмешливая, загадочная и обворожительная. Роль сыграна тонко, с большим вкусом.» («Хорошая школа» Музыковед Н. Буланова. Третий Всесоюзный фестиваль творческой молодёжи музыкальных театров. «Советская Белоруссия» 21 апреля 1982г.)."
- «Коли бачиш Вікторію у ролі Сільви, розумієш, яке задоволення одержала вона від  роботи над емоційно–контрастним, насиченим музично-драматургічним матеріалом. Граючи Сільву, актриса прагне створити самобутній народний характер жінки талановитої, цілеспрямованої, чарівної і великодушної. Вона переконливо розкриває драматизм кохання своєї героїні. І хоч вистава, як завжди буває у класичній опереті, закінчується щасливо, ще довго згадуються великі очі Сільви, сповнені болю і гніву, пристрасного бажання відстояти свою людську гідність. („І знову  дебют“ Л.Колесник.  Театрально-концертний Київ № 5 1979 р.).»
- «Гарна, ефектна, з красивим свіжим голосом — такою виходить Вікторія Альошина-Костюкова у виставі театру  оперети „Холопка“ М.Стрельнікова, де грає Віолету Леблан. Легко, з милим кокетством виконує вона роль Розалінди в „Летючій миші“ Й. Штрауса. Палкою пристрастю полонить її Сільва в одноіменній  опереті І.Кальмана. Вікторія Альошина-Костюкова відзначається відмінною вокальною і акторською школою, справляє глибоке емоційне враження».(«Розалінда, Маріца, Сільва» К. Ренська. Театрально-концертний Київ № 16 1983 р.)."
- «Радість, сміх, чарівна музика, поцілунки і бризки шампанського… Все це було того вечора у Київській опереті. Ще б пак — численні глядачі зібралися не просто на концерт чи виставу, а на бенефіс, такий рідкісний нині в репертуарі. Заслужена артиста України Вікторія Альошина-Костюкова відзначала 25-річчя сценічної діяльності. Той, хто давно бачив на сцені одну з провідних актрис театру і мав запрошення із цифрою „25“ певно, був приємно вражений, коли на сцену буквально випурхнула вона — струнка, осяйна, рухлива !  Ніби й не було отих 25 літ за плечима. А спершу смілива дівчина, яка мала голос, немов у соловейка, родом із Знам'янки на Кіровоградщині, здолала перший у житті бар'єр — стала студенткою уславленого московського ГІТІСу. Серед викладачів — Туманов, Покровський, Гончаров, Ефрос, серед однокурсників -  Синявська, П'явко, Лещенко… Але серце вона віддає однокурсникові Володимирові Костюкову і також — опереті…А де на той час був найкращий театр ? Звичайно ж  - Одеська музкомедія! Ось туди вони й одержали призначення. В Одесі до того ж Вікторія закінчує консерваторію, а через деякий час — столиця, наш відомий театр… Сільва, Маріця, Теодора, Саффі, Розалінда… Ці та інші її героїні, немов у калейдоскопі, змінюючи одна одну, з'являлися на сцені.   Нев'януча молодість, високий  професіоналізм Вікторії Альошиної-Костюкової в цьому переконує. Молодий головний диригент Володимир Шейко зміг згуртувати навколо себе творчу молодь, тому й оркестр звучав у бенефісі свіжо й молодо. Свято вдалося. Воно стало  справжнім освідченням глядачів у  любові до таланту чудової актриси, жінки, матері на ім'я Вікторія, що означає „перемога“. („Освідчення Вікторії Альошиній“ бенефіс у Київському театрі оперети. Олександр Балабко. Київський Вісник 95 № 81 за 26 липня 1997 року).»
- «Вродлива кокетка, ефектна актриса, чудова співачка з красивим сопрано… Усе це — про народну артистку України Вікторію Альошину-Костюкову, яка з нагоди 25-річчя творчої діяльності на сцені Київського державного театру оперети  (до переїзду в столицю вона працювала в Одеському театрі музкомедії) подарувала численним шанувальникам свято — бенефіс. Артисти кажуть, що люблять усі свої ролі. Але десь у таїнах душі — все ж є найдорожча. У  Вікторії Альошиної-Костюкової це роль Розалінди з оперети Й.Штрауса „Летюча миша“, яку так яскраво представила під  час свого бенефісу. Артистка створила образ героїні шляхетної, емоційної. Вона співала  багато й легко — і соло, і з народним артистом України Сергієм Павліновим, заслуженими артистами Сергієм Бондаренком, Миколою Бутковським. Виступала разом з балетом  Київської оперети. Багатогранна й різна в „Сільві“, „Принцесі цирку“, „Весіллі  в Малинівці“, „Веселій вдові“ вона подарувала шанувальникам цілий феєрверк радості й добрих емоцій. Та чи не найбільше оплесків  її виступам  - у дуеті з чоловіком Володимиром  Костюковим, нині артистом Заслуженого ансамблю Збройних сил України. Чверть  століття  тому, 1978-року, подружжя Костюкових, Вікторія  та Володимир, вперше  вийшло на сцену Київської оперети. Багато виступали разом. І ось цього вечора слухачі захоплено аплодували їхньому дуету з оперети  І.Дунаєвського „Біла акація“, що нагадала їм  Чорне море, Одесу… Як і 25 років тому, під час бенефісу Вікторія Альошина-Костюкова і Володимир Костюков представили і дуети, і сцени  з оперет… Музика об'єднала  їх і на сцені, і в житті». («Оперета — моя любов!» Ольга  Григоренко, Григорій  Кубланов (фото).  Вечірній  Київ стор.10. Вівторок, 2 грудня 2003 року. Культура. Бенефіс. Феєрверк добрих емоцій)."

## Нагороди і звання
- Народна артистка України (1997 р.).
- Заслужена артистка України (1995 р.).
- Удостоєна Почесною Грамотою Верховної Ради України, за особисті заслуги перед українським народом. (2005 р.).
- Міністерствам освіти Вікторія Альошина-Костюкова удостоєна вченого звання доцента з врученням диплома доцента з постановки вокального голосу. (2011 р.).